# Saint Croix

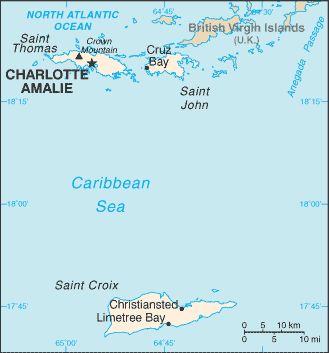
Saint Croix' läge i Amerikanska Jungfruöarna.

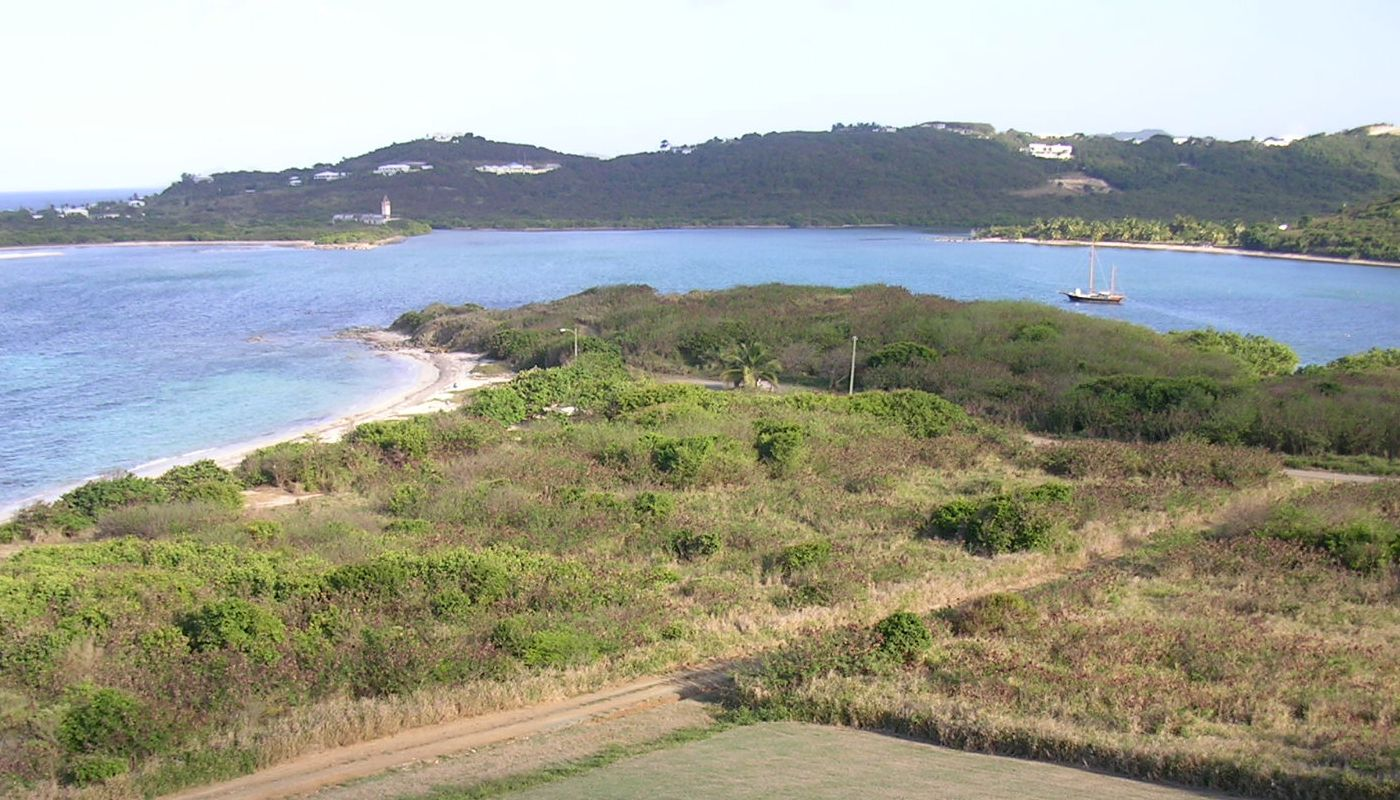
Salt River Bay, Saint Croix.

Saint Croix (franska 'Heligt kors', engelskt uttal: [seɪnt ˈkrɔɪ], danska: Sankt Croix) är en ö i ögruppen Amerikanska Jungfruöarna i Västindien som tillhör USA. Det är ögruppens största ö. Huvudort är Christiansted.

## Historia
Saint Croix har troligen bebotts av västindiska indianer som av ciboney-, karib- och arawakfolken sedan cirka 1 500 f.Kr.
Den 14 november 1493 kom Christofer Columbus under sin andra resa till Nya världen som första europé till ön och döpte den då till Santa Cruz.
Ön kom senare att koloniseras av såväl England som Nederländerna under 1600-talets första hälft. Nederländarna drevs dock efter ett tag ut från ön av engelsmännen. Efter att Spanien förstörde den engelska bosättningen 1650 lyckades därefter Frankrike ta herraväldet över ön. Den franske guvernören på Saint Kitts sålde dock ön 1651 till Malteserorden. Denne förvaltade Saint Croix fram till 1665 då ön såldes vidare till Franska Västindiska kompaniet för att bli en fransk koloni 1674. Under denna tid blomstrade ön som användes till plantager för sockerrör, bomull, tobak och kryddor och som sköttes av slavar. När kompaniets förvaltare dog upphörde lönsamheten och ön övergavs 1696.
Den 13 juni 1733 såldes ön till Danmark och 1756 införlivades ön i den nyskapade kolonin Jomfruøerne (Danska Västindien).
Under 1700-talet blomstrade ekonomin fram till början av 1800-talet innan slaveriet avskaffades av guvernör Peter von Scholten den 3 juli 1848.
Under Napoleonkrigen ockuperades området åren 1801 samt 1807 till 1815 av Storbritannien.
Hela det Danska Västindien blev sakteligen en ekonomisk belastning för Danmark som försökte sälja området till USA. Ett första försök gjorde på tidiga 1900-talet men affären fullbordades aldrig.
Under första världskriget fruktade USA att området skulle ockuperas av Kejsardömet Tyskland och nya förhandlingar inleddes. Saint Thomas och hela området såldes till USA för 25 miljoner dollar den 12 december 1916, avtalet ratificerades den 17 januari 1917 och den formella överlämningsceremonin hölls den 31 mars 1917.
Ön förvaltas av den amerikanska flottan U.S. Navy fram till 1931. 1927 beviljades öns invånare amerikanskt medborgarskap. Från 1931 förvaltades ön av det amerikanska inrikesdepartementet United States Department of the Interior.
Under andra världskriget användes ön som militärbas.
Först 1954 infördes viss autonomi och en lokal senat instiftades och 1970 erhöll området fullständig autonomi. Idag är området ett amerikanskt territorium utan att vara en införlivad del av hemlandet.
Saint Croix har drabbats av flera orkaner på senare år, bland annat "Hugo" 1989, "Luis" och "Marilyn" 1995.

## Geografi
Saint Croix ligger i Karibiska havet cirka 65 kilometer söder om Saint Thomas, cirka 105 kilometer sydost om Puerto Rico och cirka 1 750 kilometer sydost om Miami.
Ön är av vulkaniskt ursprung och har en areal om cirka 218 km² med en längd på cirka 45 kilometer samt en bredd på cirka 11 kilometer. Den högsta höjden är Mount Eagle på cirka 355 m ö.h.
Flygplatsen, Henry E Rohlsen Airport (flygplatskod "STX"), har kapacitet för internationellt flyg och ligger på öns södra del.

## Ekonomi
Idag domineras öns näringsliv av turismen efter att ha ersatt sockerrörsodlingen som huvudnäring. På Saint Croix finns industri som livsmedelsförädling, aluminiumverk och oljeraffinering. Ön lider av färskvattenbrist, där delar av dricksvattnet kommer från avsaltat havsvatten.

## Demografi
Befolkningen uppgår till 50 601 invånare, där 2 433 bor i huvudorten Christiansted på öns norra del (2010). Ön är indelad i 9 subdistricts: Anna's Hope Village, Christiansted, East End, Frederiksted, Northcentral, Northwest, Sion Farm, Southcentral och Southwest.
Även om Christiansted är öns huvudort, är Frederiksted på öns västkust mer kommersiellt betydelsefull.